# Fortaleza de Coburgo

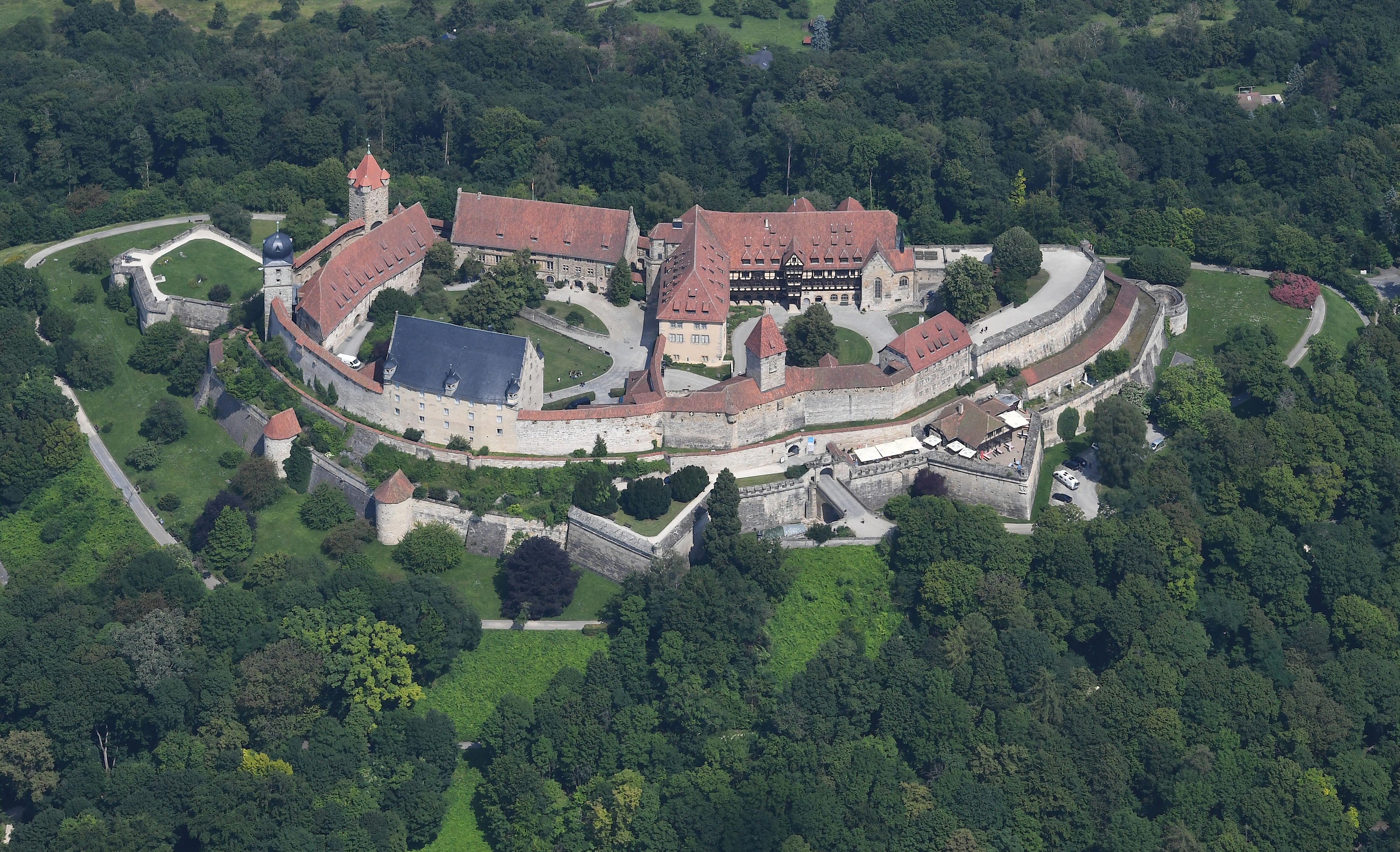
Vista aérea da Fortaleza de Coburgo

A Fortaleza de Coburgo (em alemão: Veste Coburg; também chamado de Fränkische Krone - Crista Franca) é um castelo alemão que domina a cidade bávara de Coburgo, na fronteira da Baviera com a Turíngia. Com uma extensão de cerca de 135 por 260 metros, é um dos maiores e mais bem preservados castelos da Alemanha. O castelo está localizado 167 metros acima do centro da cidade, com uma altitude de 464 metros acima do nível do mar. Na encosta do monte do castelo estende-se em direcção à cidade o Coburger Hofgarten (Jardim da corte de Coburgo). 
A Fortaleza de Coburgo nunca foi conquistada ao longo da sua história, embora tenha sido tomado em Março de 1635, durante a Guerra dos Trinta Anos, pelo General de Lamboy, depois de um cerco de cinco meses, com a ajuda de uma carta forjada na qual o Duque João Ernesto ordenava a sua transferência.

## História

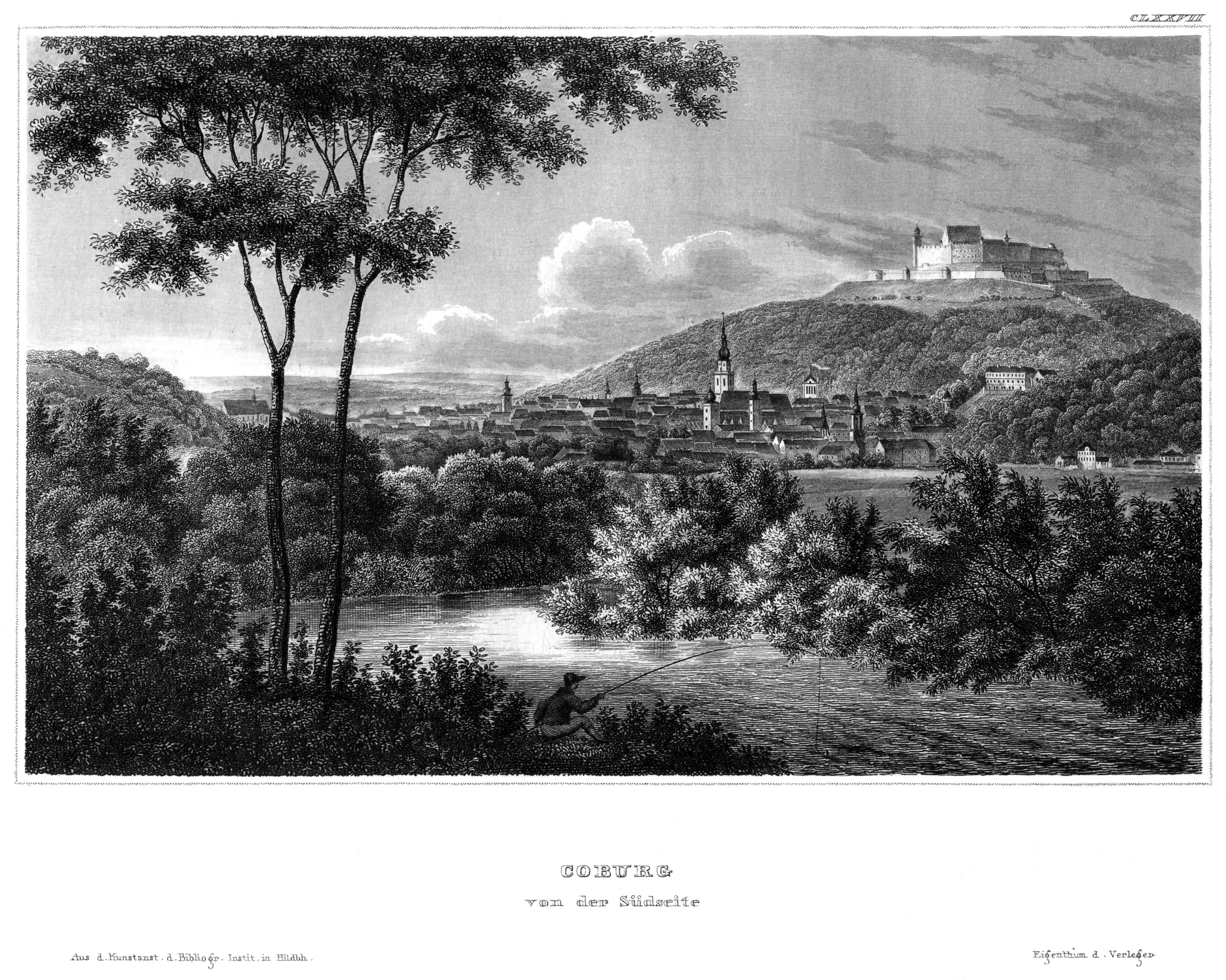
Antiga gravura de Coburgo visto de sul

A Fortaleza de Coburgo foi mencionada pela primeira vez em 1225 como propriedade do Duque de Meranien, datando dessa época as partes mais antigas do castelo na actualidade. Estudos arqueológicos estabelecem as origens por volta do século X, mas não se conservam edifícios nem documentos desse período. Em 1074, o Arcebispo Anno de Colónia fundou na montanha-fortaleza o secundário Mosteiro de São Pedro e São Paulo, subordinado ao mosteiro em Saalfeld. No século XII estava na posse dos Condes de Dießen-Andechs, mais tarde Duques de Meranien, em 1248 pertencia aos Duques de Heneberga, em 1291 aos marqueses de Brandemburgo e em 1312 novamente aos Condes de Henneberg. Em 1353 chegou por herança a Frederico III, o Forte, membro da Casa de Wettin, em cuja posse se manteve até ao fim da monarquia, em 1918. Em seguida, foi assumido em 1919 pela Fundação Estadual de Coburgo (Coburger Landesstiftung), que cuidou do veste até 1941 como um ramo da Administração Bávara dos Palácios, Jardins e Lagos (Bayerischen Schlösser- und Seenverwaltung).
Em 1530, o reformador Martinho Lutero permaneceu vários meses na Fortaleza de Coburgo. Actualmente ainda se pode ver o quarto de Lutero numa visita guiada ao castelo. Também um relevo de pedra com a cabeça de Lutero comemora a sua permanência.

## História da construção

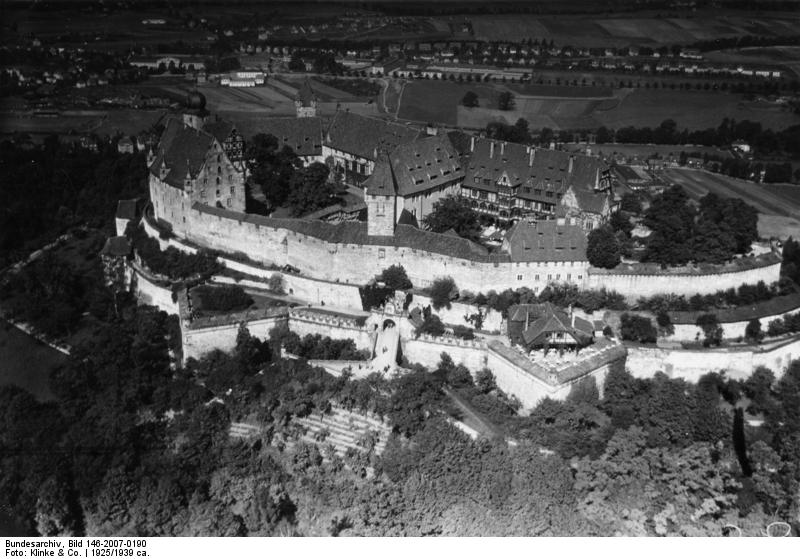
Vista aérea de todo a Fortaleza de Coburgo em 1925

Em 1225 apareceu pela primeira vez numa tradução de documentos a palavra sloss para o Coburg. Presumilvelmente, a planta consistia num castelo principal (Hauptburg) com torre de menagem, palácio e capela a leste e num pátio de entrada (Vorburg) a oeste. Entre 1420 e 1430 foi edificada uma fortificação com triplo anel em volta de todo o castelo; a muralha exterior foi originalmente reforçada com nove torreões redondos, dos quais seis ainda estão preservados. Em 1489, uma Casa Alta (Arsenal), erguida em meados do século no adro ocidental, foi renovada depois de um incêndio. Depois de um outro incêndio no Fürstenbau (Edifício dos Príncipes) e no Kemenate (pavilhão aquecido por lareira) de pedra, no ano de 1500, estes foram reconstruídos logo de seguida. 
A partir de 1531, a Fortaleza de Coburgo foi expandida para fortaleza da região com o apoio do Landtag (espécie de parlamento). Em 1533, emergiu no vulnerável lado leste o alto bastião para canhões, que foi concluído em 1553. Depois da Guerra de Esmalcalda, as fortificações foram ainda mais reforçadas, sendo estabelecido um segundo acesso no lado da cidade, a oeste. Em 1614/1615 foram erguidos por Gideon Bacher aus Ulm os baluartes Rautenkranz e Bunter Löwe, nos lados dos antigos acessos sul, e Bärenbastei, no lado oeste.

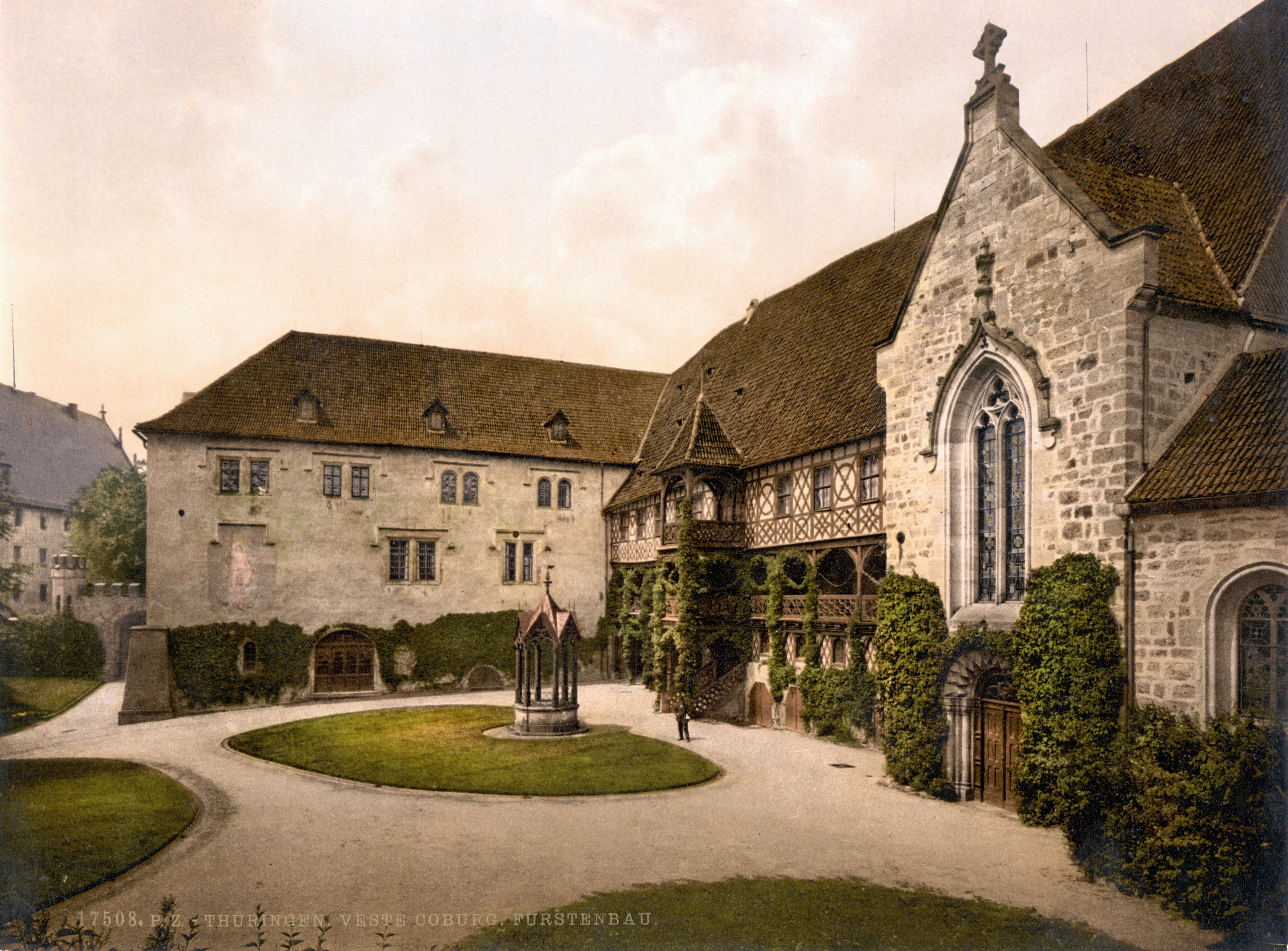
O Edifício dos Príncipes (Fuerstenbau) em 1895

Depois do segundo cerco, da ocupação pelas tropas imperiais na Guerra dos Trinta Anos e da devolução, no dia 30 de Maio de 1635 ao Duque João Ernesto, as fortificações foram consideravelmete reforçadas. Em 1671 foi concluída a esplêndida portaria para o portão principal, a sul. Em 1782 foi criada uma prisão na Casa Alta (Hohen Haus), com o edifício anexo a servir de hospital e asilo para loucos. Em 1820, o nível da Fortaleza de Coburgo foi elevada, tendo sido nivelado o fosso de 10 a 12 metros de profundidade e construído um passeio em redor da fortaleza, tudo isto entre 1827 e 1838. Depois da transformação do Veste ao estilo do romantismo, foram ali alojadas as actuais colecções de arte em 1838. Em 1851, os edifícios franconianos em enxaimel do pátio interior foram demolidos, sendo a Capela de Lutero reconstruída em estilo neo-gótico. Em vez duma torre com flecha construída em 1680, foi erguida a torre do portão, a actual Torre dos Búlgaros (Bulgarenturm), em 1857, e a ponte de pedra para o portão principal, em 1859. O Duque Carlos Eduardo mandou restaurar a Fortaleza de Coburgo entre 1908 e 1924 segundo planos de Bodo Ebhardt, tendo eliminado os ornamentos historicistas do século XIX,, substituindo-os por elementos do XX. O custo foi de cerca de sete milhões de marcos.
Nos dias 10 e 11 de Abril de 1945, a Fortaleza de Coburgo foi bombardeada por tropas norte-americanas, o que causou grandes danos aos edifícios. Na década de 1950, o Edifício da Duquesa (Herzoginbau) foi restaurado de forma simplificada. Em 1969 foi terminada a renovação do Edifício Carlos Eduardo (Carl-Eduard-Bau) e este abriu como museu. Entre 1970 e 1972, a Casa Alta (Hohe Haus) foi preparada para receber a recepção da direcção, os gabinetes da administração, a biblioteca e as oficinas do museu, sendo a Kemenate de pedra renovada e ampliada entre 1981 e 1985. Além disso foram escavadas as poderosas fundações no piso térreo, desconhecidas até então. Extensos trabalhos de renovação nos fossos exteriores foram concluidos em 1987.

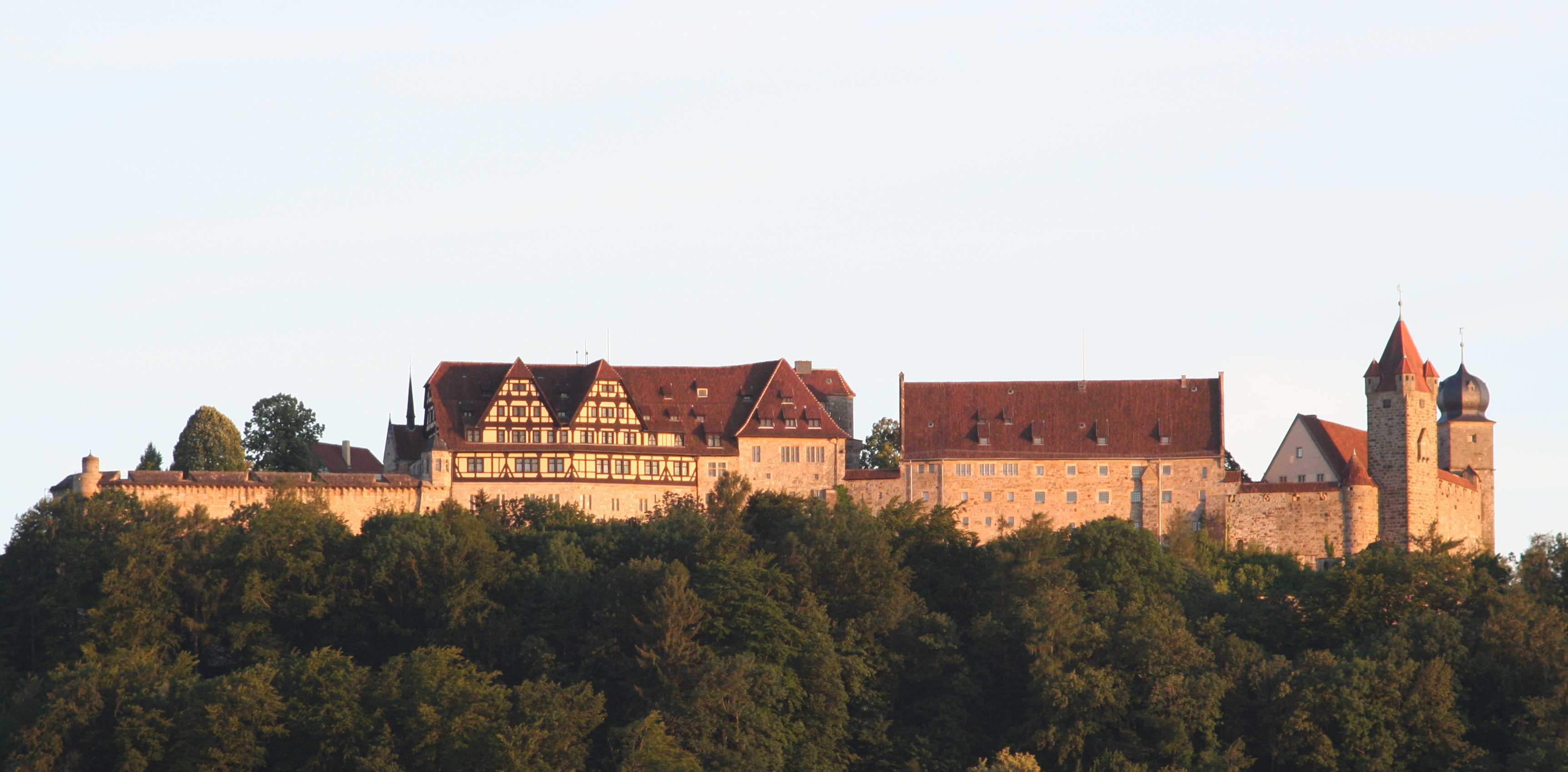
Fortaleza de Coburgo vista de norte
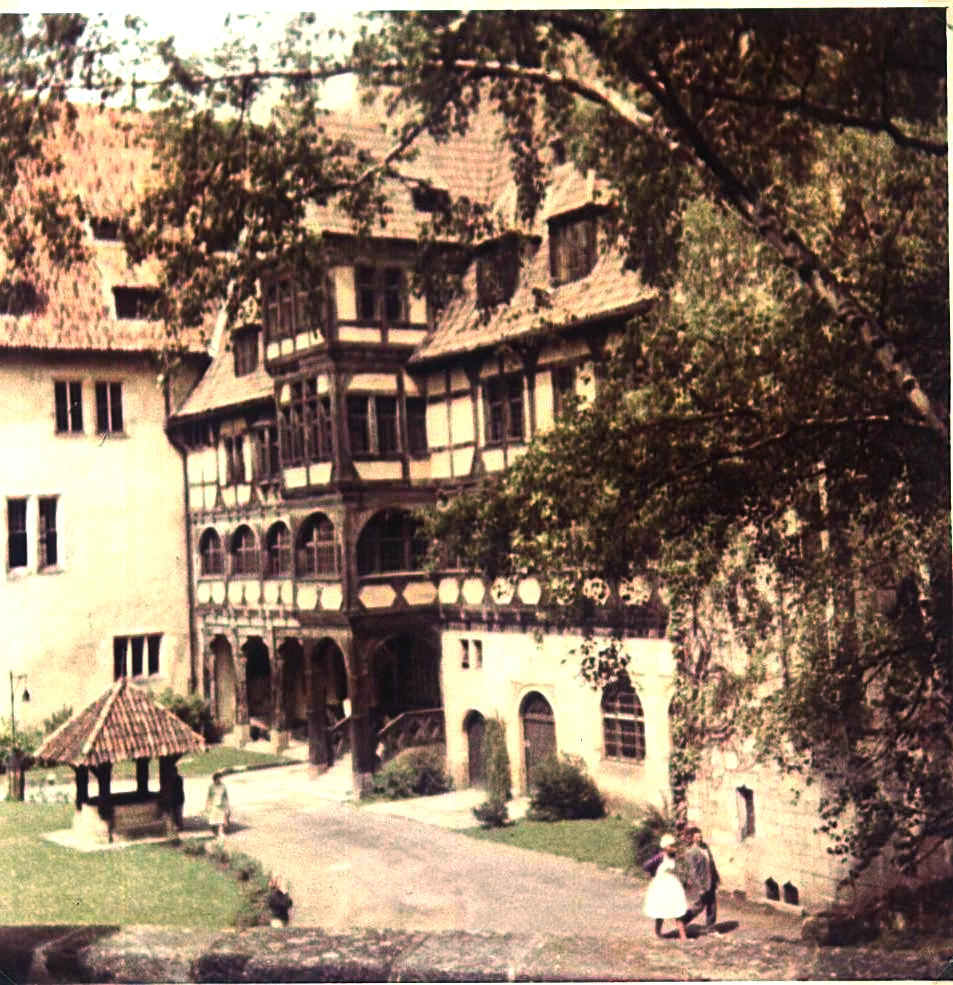
O Edifício dos Príncipes (Fuerstenbau) em 1959
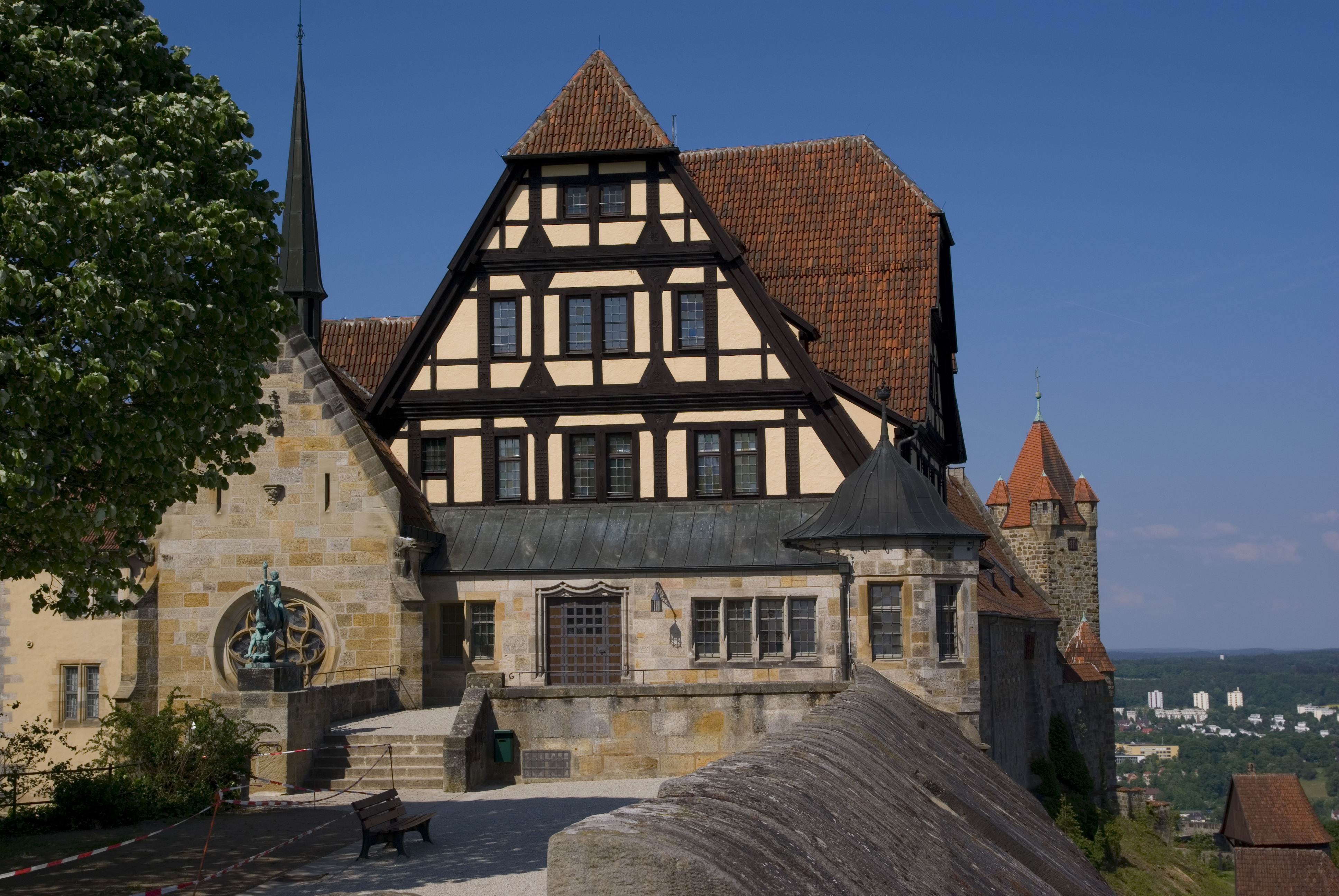
O Edifício dos Príncipes (Fuerstenbau) visto do bastião
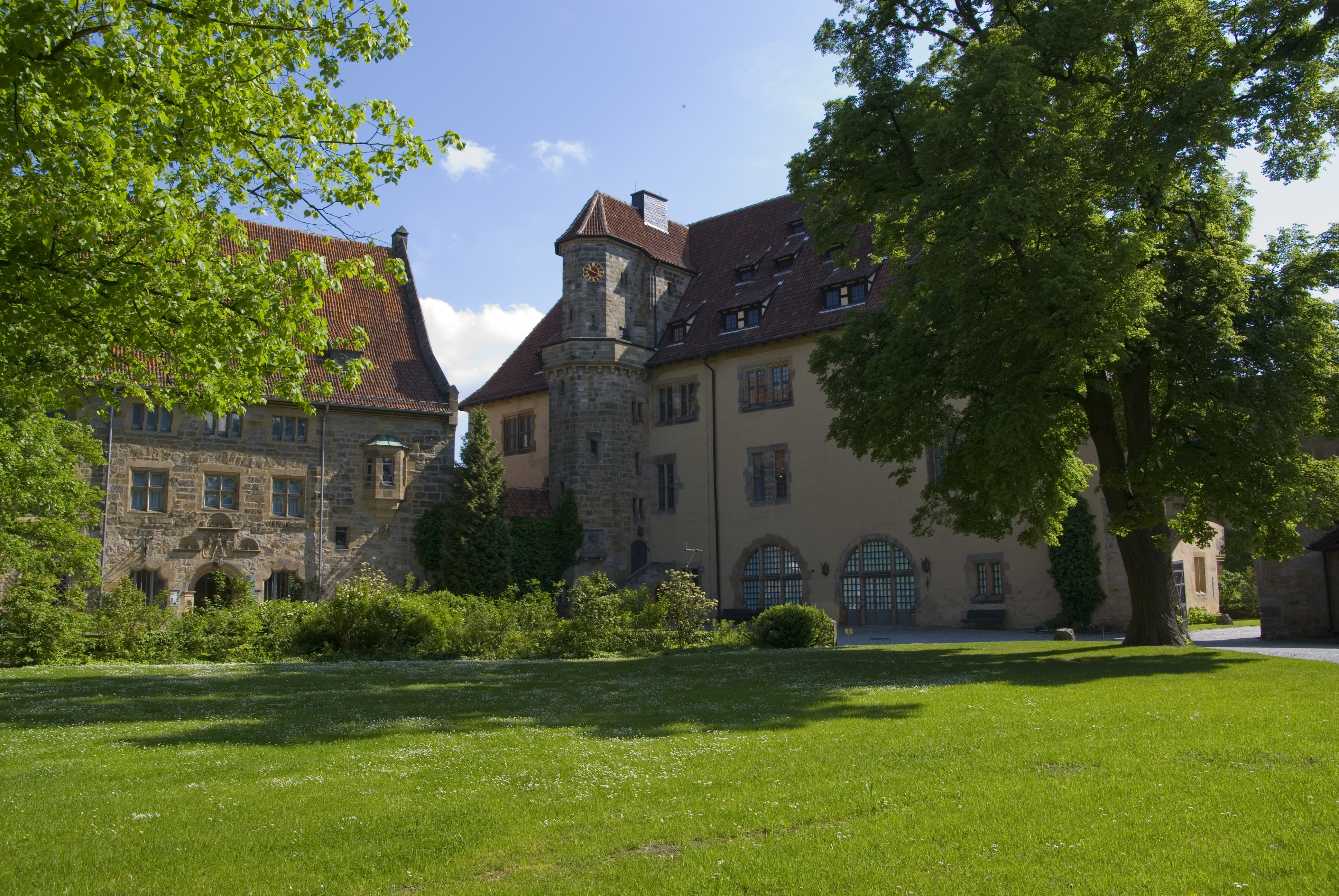
Aspecto do pátio interior

## Arquitectura

Evolução da Fortaleza de Coburgo de 1250 a 2007

A Fortaleza de Coburgo situa-se numa colina a uma altitude de 464 metros. Она является вторым по величине, é a segunda maior fortificação da Alemanha depois do Burg zu Burghausen, com uma dimensão de 135 por 260 metros e uma área total de 25.000 m². A fortaleza está rodeada por um fosso tem paredes grossas e torres altas e os telhados estão cobertos por telhas vermelhas.
Em meados do século XIX, no lugar da capela românica foi construída a bela Capela de Lutero (Lutherkapelle). A mais antiga parte preservada da fortaleza são duas salas adjacentes do palácio com lareiras. Terá sido nesse gabinete e quarto que Martinho Lutero se terá acomodado. A sala é chamada de kamenate por causa da presença de lareiras, já que na época o edifício não era todo aquecido. No gabinete está pendurado o mais famoso retrato de Martinho Lutero, da autoria de Lucas Cranach, o Velho. No quarto há pinturas, utensílios domésticos e uma variedade de coisas relacionadas com a Reforma. Em duas telas estão pintados retratos de figuras importantes para a Reforma, Frederico III, o Sábio e João, Eleitor da Saxónia.

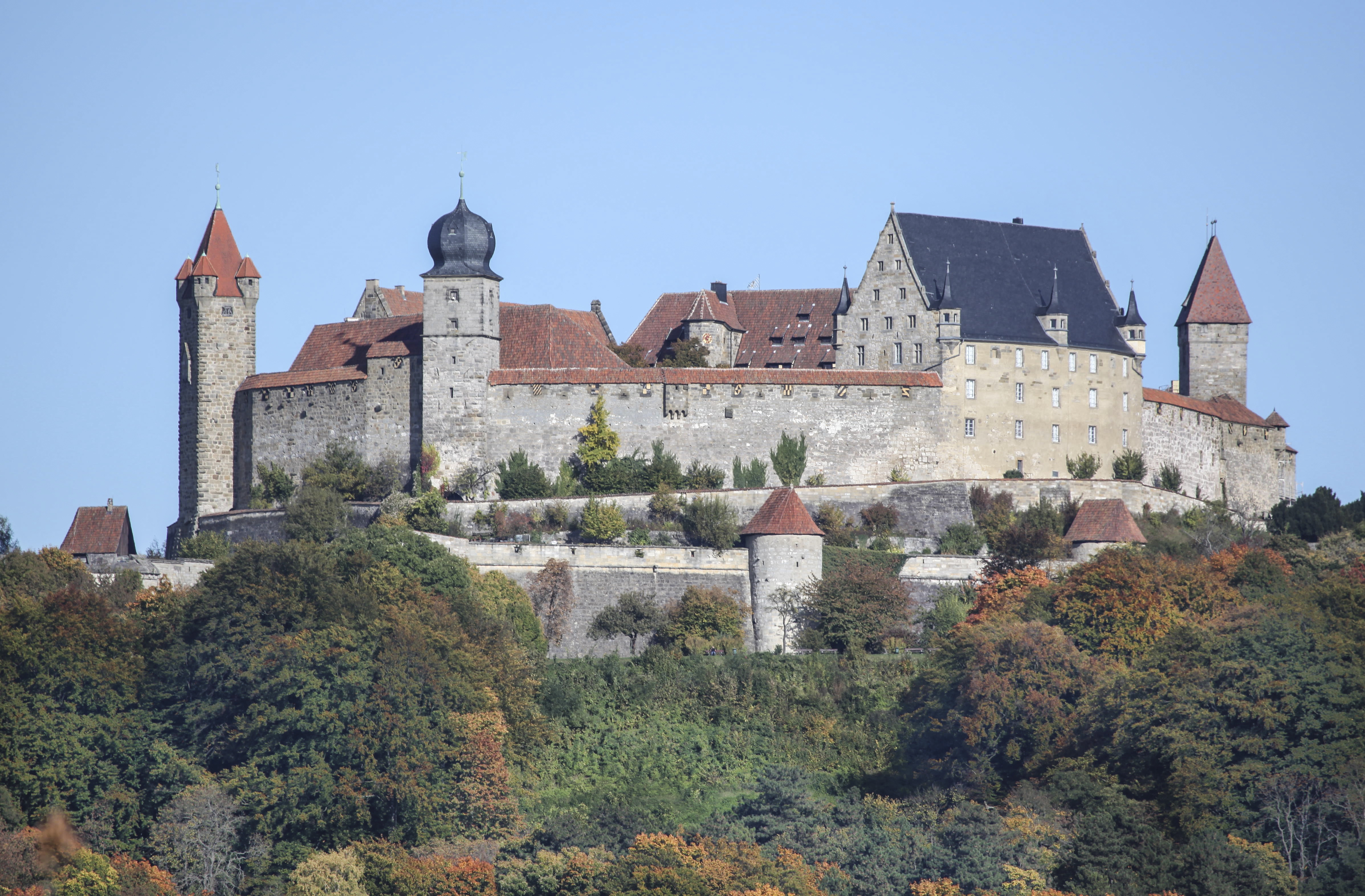
Fortaleza de Coburgo vista de oeste

Ao lado do kamenate está o Edifício Carlos Eduardo (Carl-Eduard-Bau). Anteriormente existia aqui o Edifício Vermelho, do século XVI, do qual só resta o porão de 40 metros com dois pisos. O moderno palácio foi construído em 1920. Nos seus salões está a exposição com cerca de 4.000 peças de vidro, porcelanas e faianças, bem como cerca de 400.000 desenhos e gravuras.
O Edifício da Duquesa (Herzogin-bau) abrigava antigamente o quarto do senhor e várias salas de recepção. Actualmente, é aqui que se encontra a maior colecção de armas de cavaleiros na Europa (cerca de 10.000 peças). Também é neste edifício que se podem ver cerca de duas dezenas de carruagens e cerca de quarenta modelos de trenós. Esta é uma colecção única no seu género na Europa, onde todos os modelos estão hoje em funcionamento.
A Fortaleza de Coburgo conta com uma variedade de meios de defesa. grades, portões de ferro e um portal de entrada com dez metros de altura que pode ser visto de fora. No interior estão escondidos entre outras coisas, passagens e valas de azar. Foi através destas e de outras medidas que a fortaleza nunca foi conquistada. Também os grandes bastiões (Löwenbastion) e os profundos fossos e altas pontes, que sobrevivem até hoje, mostram as habilidades artesanais e de planeamento aplicadas no castelo.
- Torre Esel e Bastião Alto
- Lado norte

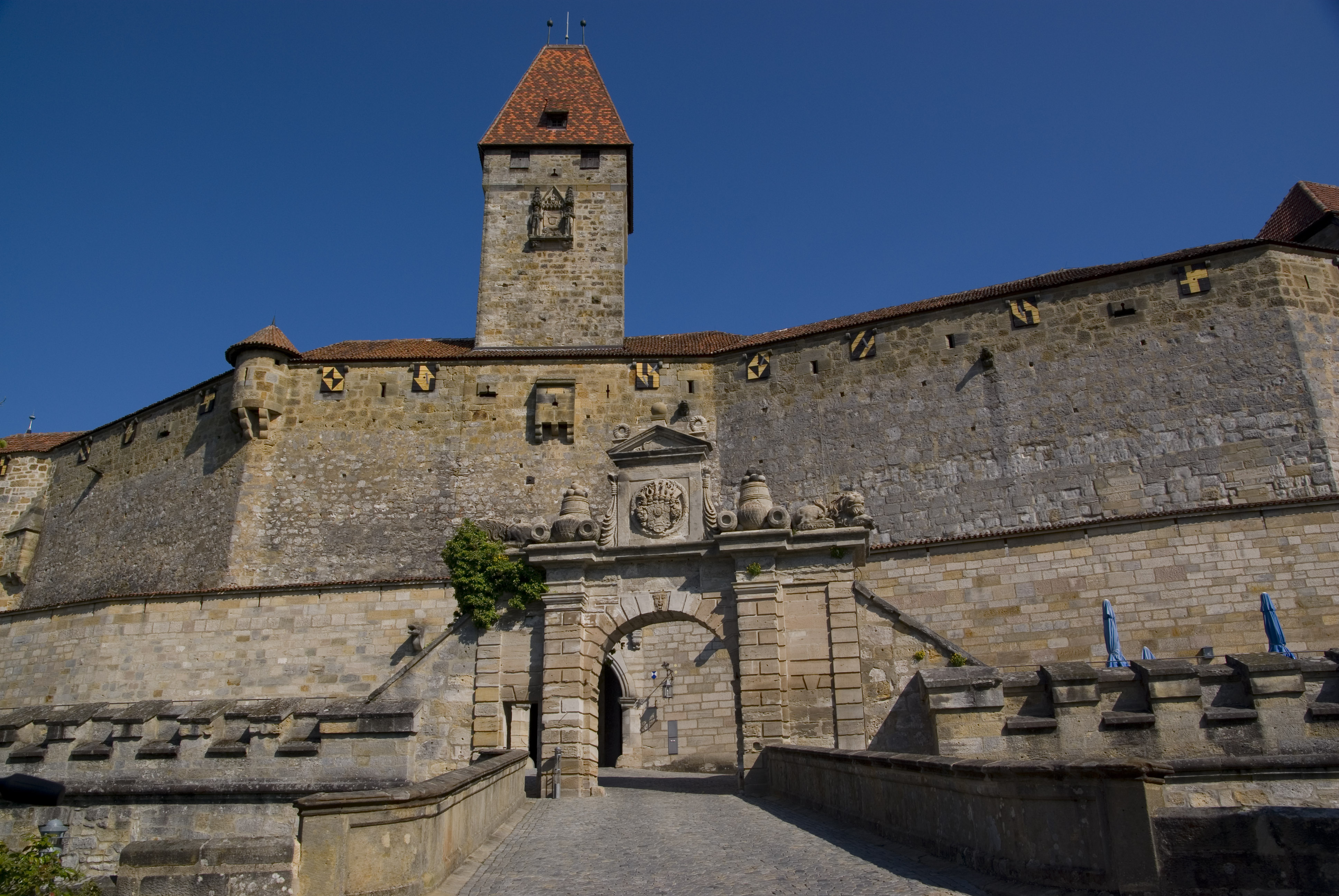
Entrada
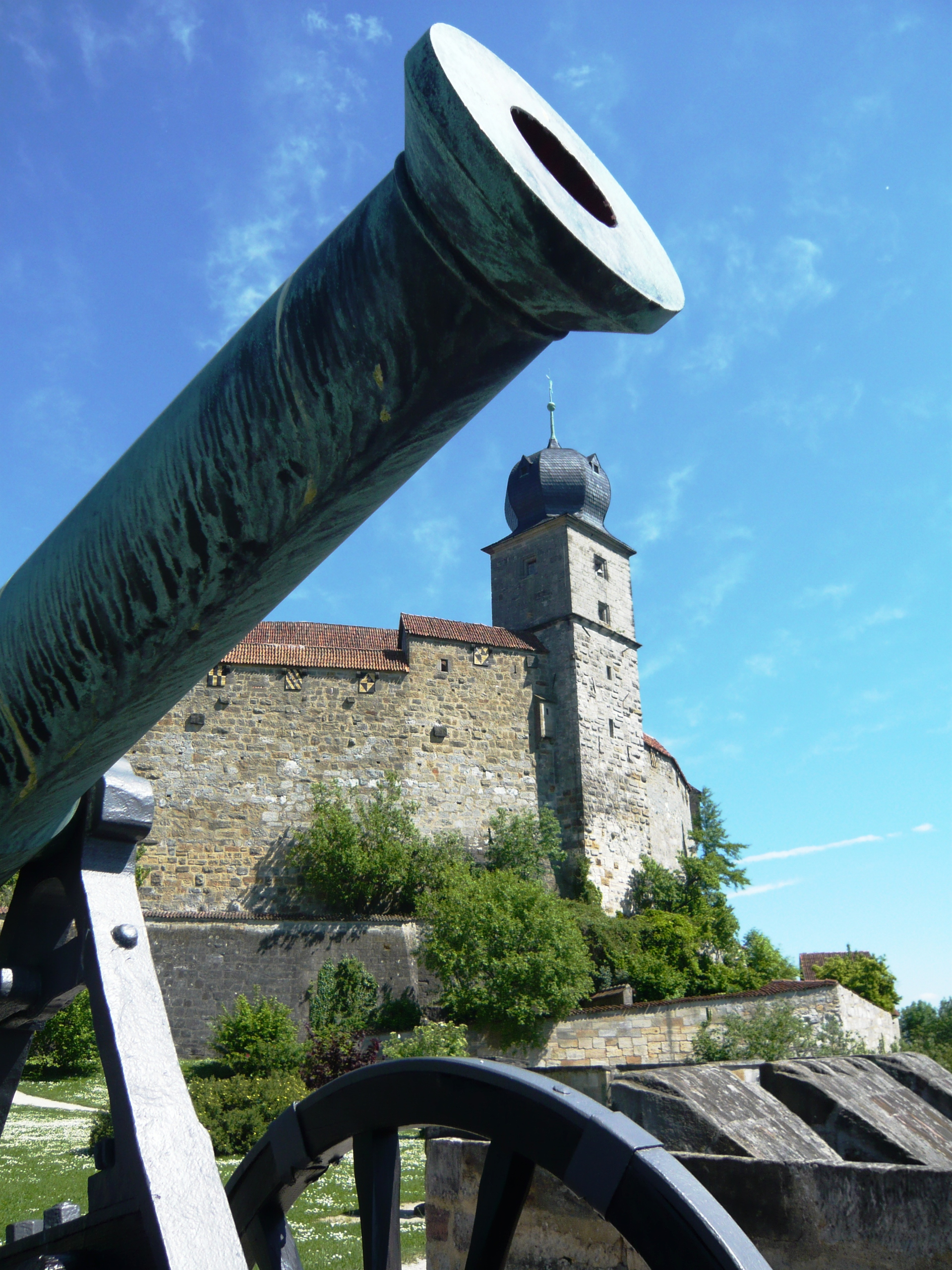
Torre Blauer, com canhão em primeiro plano
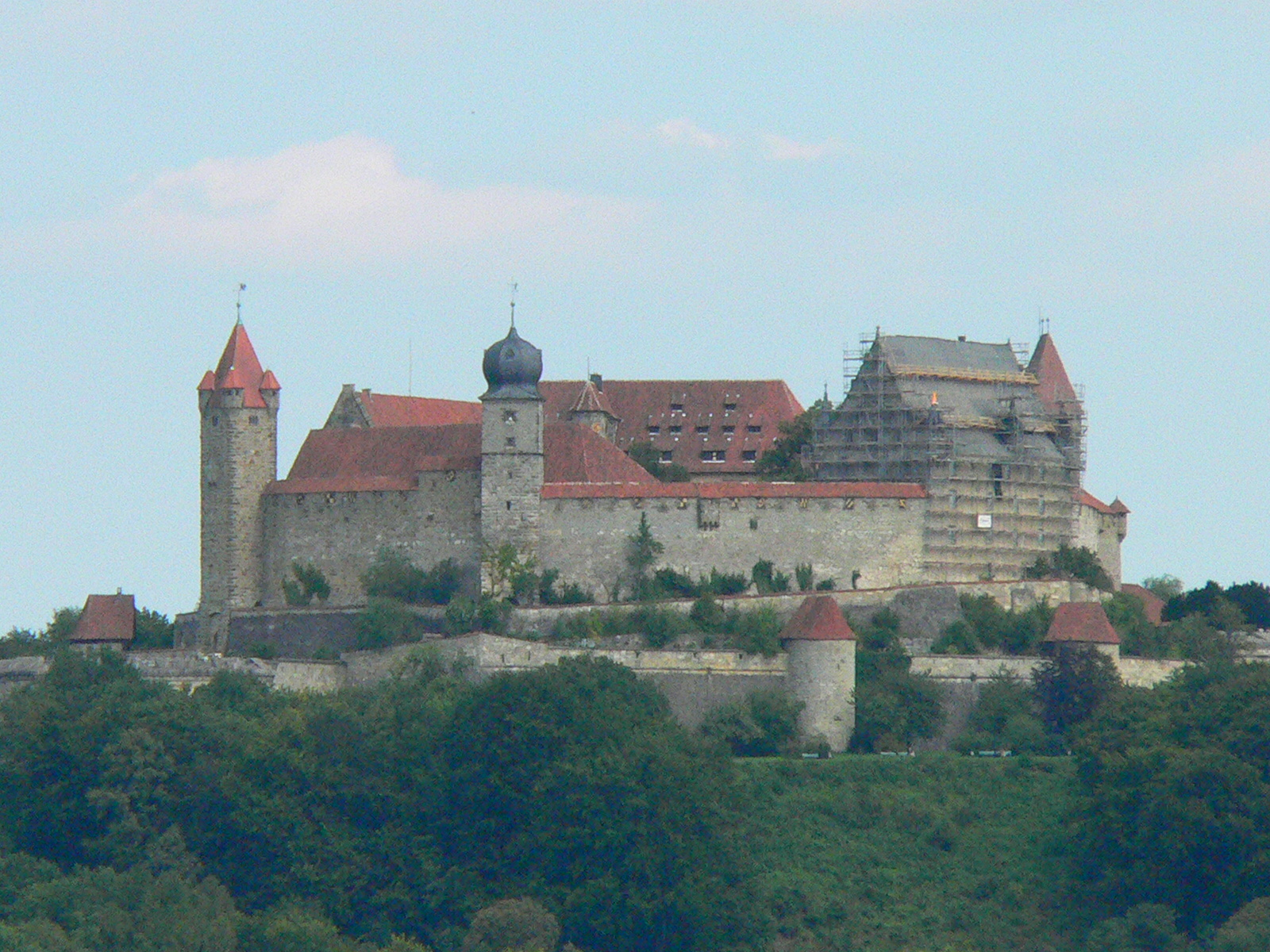
Defesas exteriores vistas de oeste

## Colecções

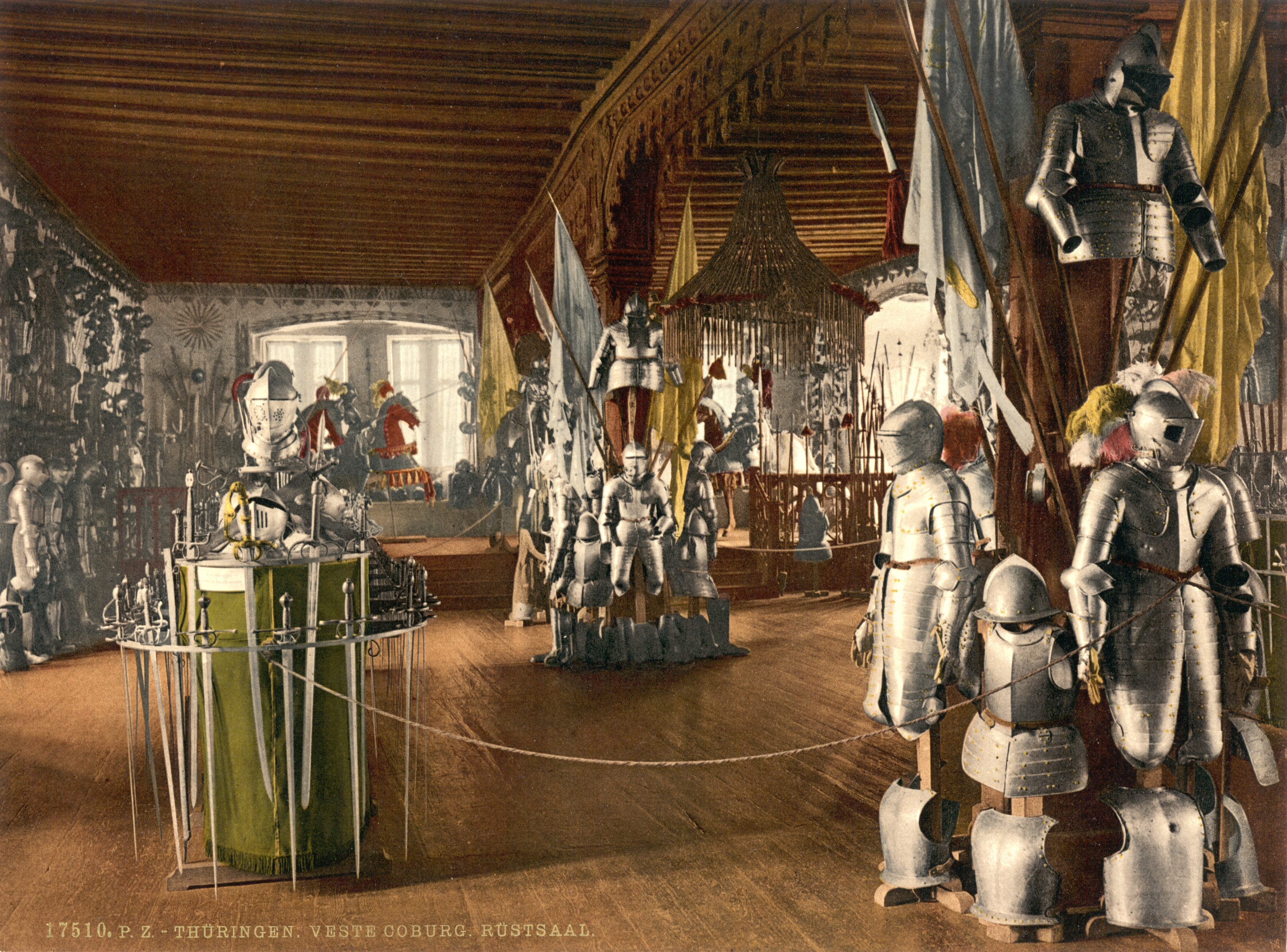
Aspecto da colecção de armas e armaduras em 1900

O Estado Livre de Coburgo, após a sua fundação em 1919, estabeleceu com o Duque Carlos Eduardo um acordo de alienação dos seus bens no montante de 1,5 milhões de reichsmarks. Com isso a fortaleza tornou-se propriedade do Estado. Os tesouros artísticos do Duque de Coburgo, que pertencem às mais importantes colecções de história artística e cultural da Alemanha, foram transferidos para a Fundação Estadual de Coburgo (Coburger Landesstiftung).
- Pinturas e esculturas

A colecção de pinturas inclui, entre outras, obras de Lucas Cranach, o Velho, que no início do século XVI esteve com frequência na Fortaleza de Coburgo, e de Tilman Riemenschneider.
- Gabinete de gravura

O gabinete de gravura inclui uma colecção com cerca de 330.000 folhas com aguarelas, desenhos e gráficos de impressão  datados desde o final do século XV e o presente, incluindo obras de Martin Schongauer, Albrecht Dürer, Lucas Cranach, o Velho, e Albrecht Altdorfer. Como colecções especiais podem encontrar-se panfletos da Reforma e da Contra-reforma, assim como criações da época de Martinho Lutero e sobre a sua vida.
- Colecção de vidros

A colecção de vidros contém cerca de 2.700 peças preciosas. Centra-se em vidros venezianos numa das maiores colecções fora de Veneza, em vidros pintados e cortados do barroco e do rococó e em vidros do século XIX, do Jugendstil e da Art Deco.
- Gabinete de numismática

O gabinete e numismática contém cerca de 20.000 exemplares.
- Colecção de armaduras e armas

Esta colecção inclui peças do arsenal real, da colecção de armas de caça dos Duques de Coburgo, espólio civil do arsenal da cidade e o Espólio Turco (Türkenbeute) do Príncipe Friedrich Josias. As peças mais antigas são escudos góticos de madeira. A Colecção Rohmann é composa principalmente por armas de Graz. Da Guerra dos Trinta Anos existem pesados arcabuzes, armaduras de campo e canhões; a lembrar a vida na corte estão armaduras de torneio ricamente ornamentadas, armas de haste e a armadura de um anão da corte. Além disso ainda pode ser visto um canhão chamado de Emma, com 49 canos de tiro.
- Carros de aparato e trenós de torneio

No Edifício da Duquesa (Herzoginnenbau) está alojada uma notável colecção de carros de aparato e trenós de torneio, incluindo duas carruagens douradas de casamento, ricamente decoradas, que datam do Renascimento.